# St. Nikolai am Gasteig

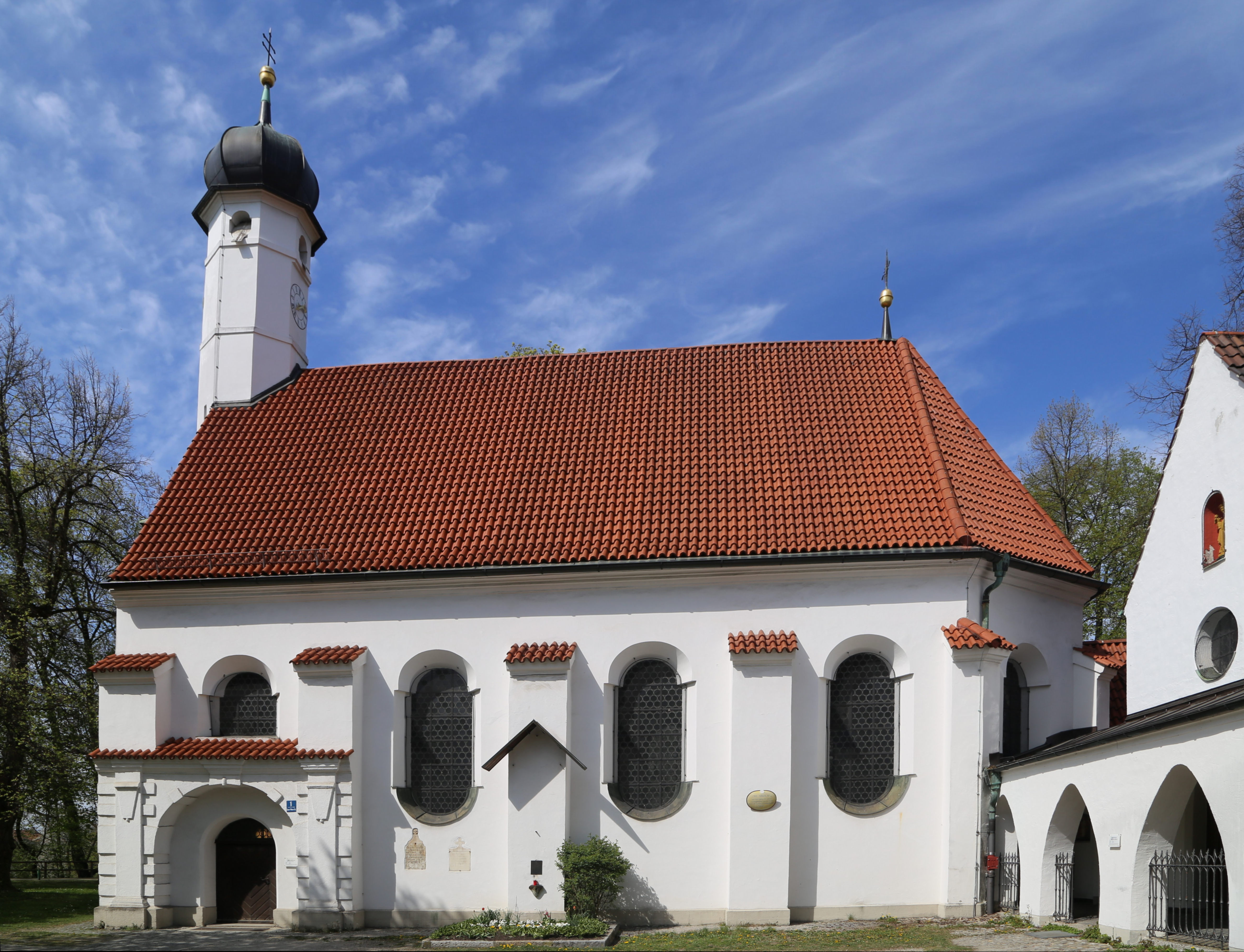
St. Nikolai am Gasteig

St. Nikolai am Gasteig ist ein römisch-katholisches Kirchengebäude in München. Es ist dem heiligen Bischof Nikolaus von Myra geweiht. Mit den Kirchen St. Johann Baptist am Johannisplatz und der Alten Haidhauser Kirche in der Kirchenstraße gehört St. Nikolai zu der Pfarrei St. Johann Baptist in Haidhausen.
Sie ist ein geschütztes Baudenkmal mit der Aktennummer D-1-62-000-2904 des Bayerischen Landesamts für Denkmalpflege.

Innenraum mit der neuen orthodox-wirkenden Ausstattung

## Lage
Die Kirche liegt an der Inneren Wiener Straße im Münchener Stadtteil Haidhausen auf dem Isarhochufer rechts der Isar am südlichen Ende der Maximiliansanlagen. Gegenüber liegt das Kultur- und Bildungszentrum Gasteig, nur wenige Gehminuten entfernt das Deutsche Museum.

## Geschichte
Die ehemalige Spitalkirche ist im Kern spätgotisch, sie wurde 1660 umgebaut. Aufgrund der Bombenangriffe im Zweiten Weltkrieg erfolgte die Schließung der Kirche im Dezember 1944. Schon kurz nach Kriegsende wurde sie Ende Mai 1945 wieder geöffnet. Die erforderlichen Renovierungsarbeiten fanden erst 1950 ihren Abschluss. In der Kirche finden heute Messen der Slowakisch-katholischen Kirche nach griechischen Ritus statt.

## Glocken
Zwei Glocken hängen im achteckigen schlanken Zwiebelturm:
- Glocke 1 wurde 1960 von Karl Czudnochowsky, Erding gegossen. Bei einem Durchmesser von 470 mm wiegt sie 64 kg. Ihr Schlagton ist gis²+10.
- Glocke 2 wurde 1937 von Rudolf Oberascher, München gegossen. Bei einem Durchmesser von 400 mm wiegt sie 45 kg. Ihr Schlagton ist cis³+8.

## Gedenktafeln
An der äußeren südlichen Kirchenwand von St. Nikolai befinden sich zwei Gedenktafeln, von denen eine nicht mehr vollständig lesbar ist.

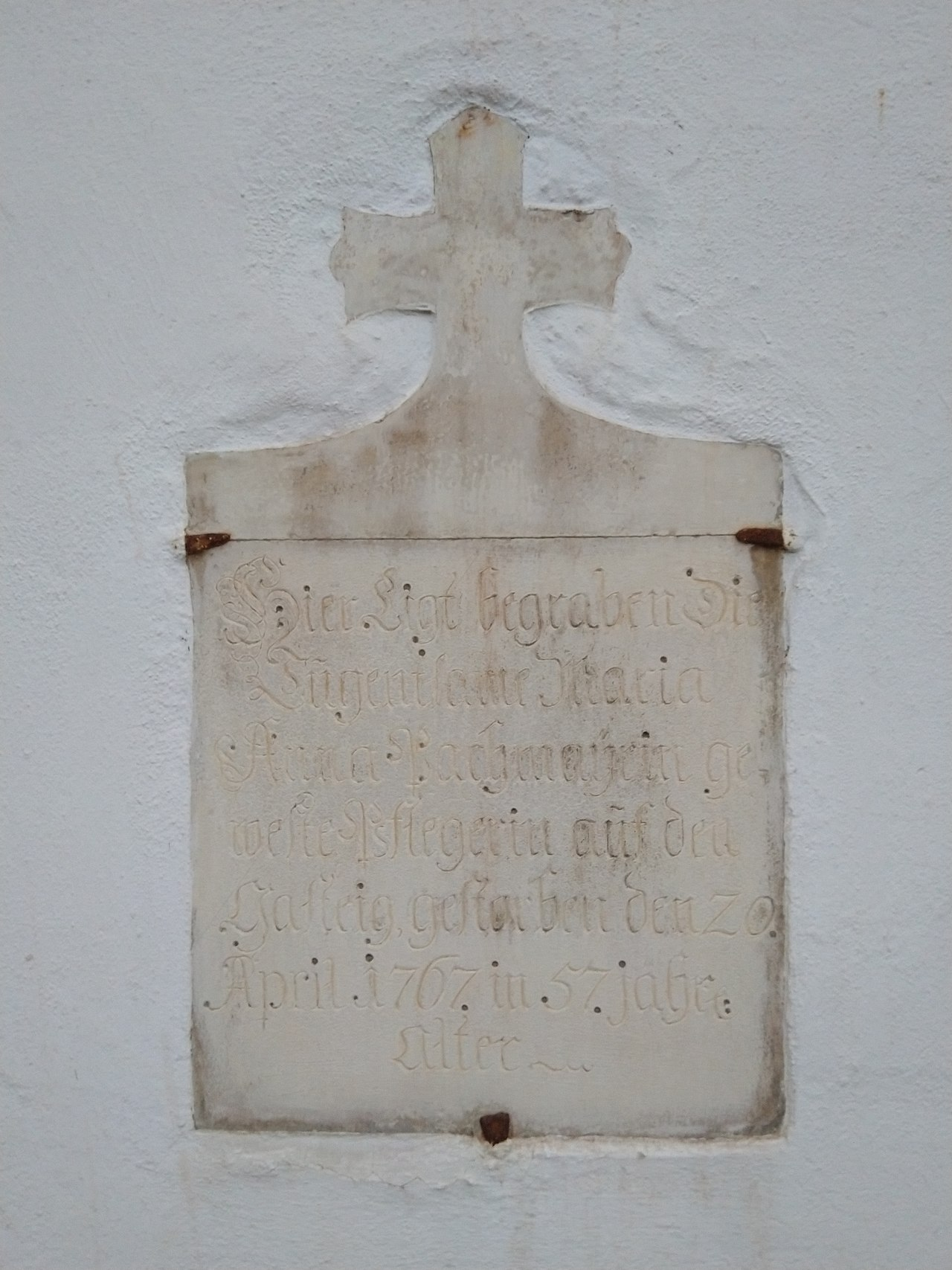
„Hier Ligt begraben Die Tugendsame Maria Anna Bachmayrin geweste Pflegerin auf den Gasteig, gestorben den 20. April 1767 in 57 jahre alter“
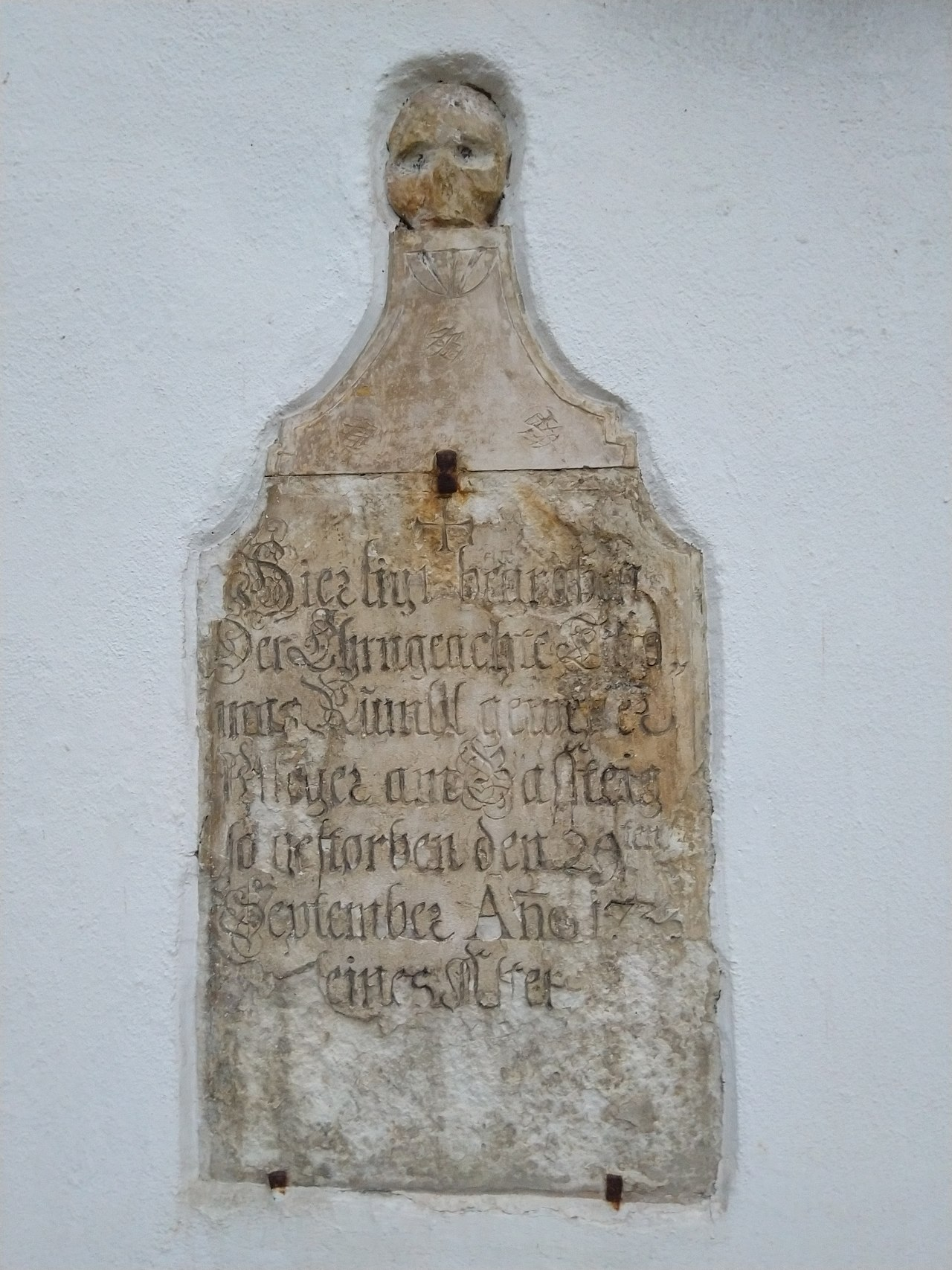
„Hier ligt begraben der Ehrngeachte Thomas Rumbl gewester Pfleger am Gasteig so gestorben den 29ten September 1733 (...)eines Alter(...)“

## Altöttinger Loretokapelle

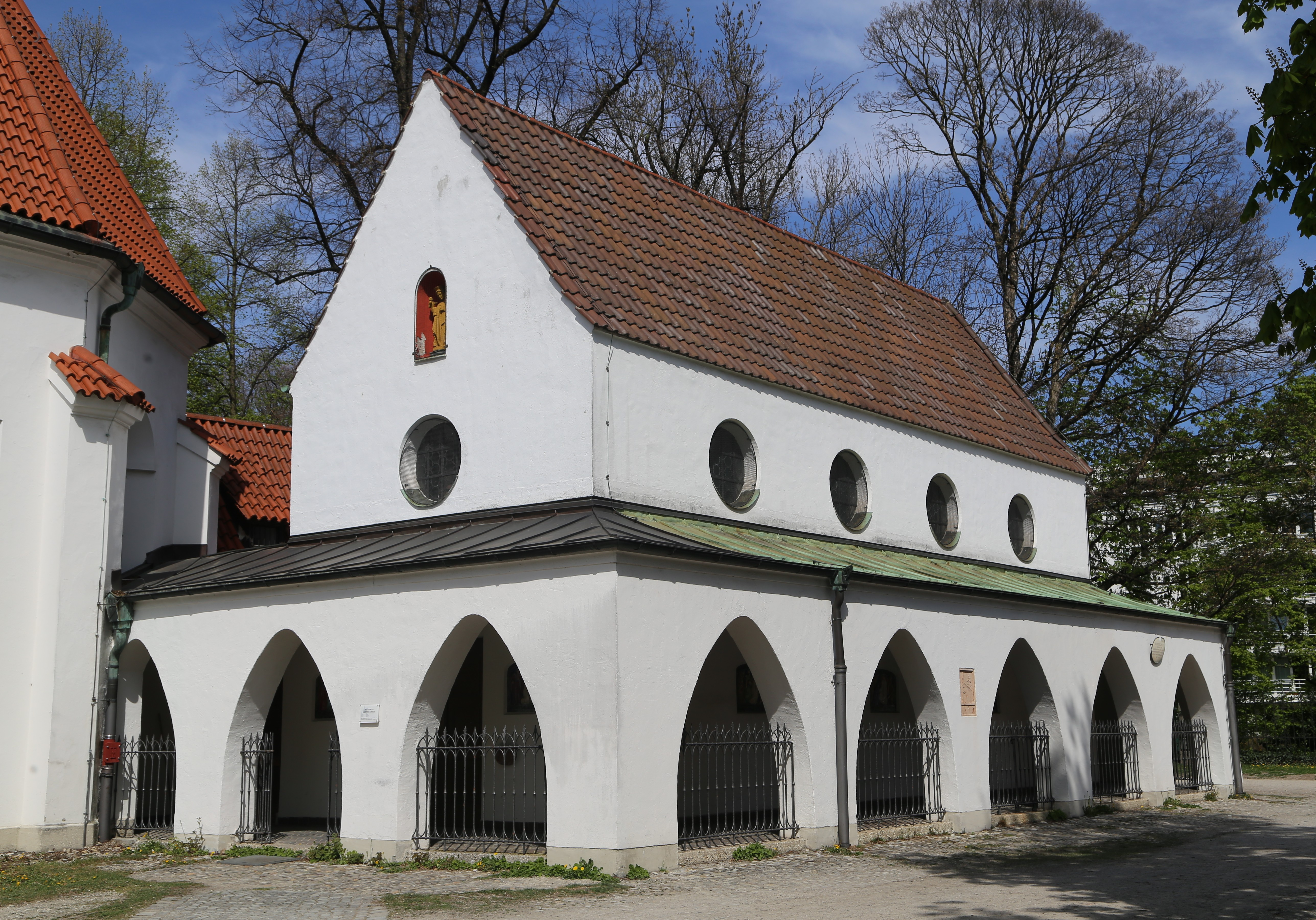
Loretokapelle

Innenraum mit der neuen orthodoxen Ausstattung

Nach hinten rechts versetzt ist an die Nikolaikirche eine sogenannte Loretokapelle, die die Größe einer kleinen ländlichen Filialkirche hat, angebaut.
Ihre Errichtung erfolgte im Jahre 1678. Im Gründungsjahr der Gemeinde St. Johann Baptist 1820 wurde sie ohne Erlaubnis abgebrochen und größer wieder aufgebaut. Im Jahre 1926 erfolgte schließlich die Anbringung eines Umbaus nach dem Vorbild der Gnadenkapelle in Altötting. In der Nacht vom 24. auf den 25. April 1944 brannte die Kapelle während der Bombenangriffe des Zweiten Weltkriegs vollständig aus. Am 10. Dezember 1955 konnte nach dem Wiederaufbau die Einweihung (Konsekration) des Altars erfolgen. In der Kirche finden heute Messen der Ukrainisch-orthodoxen Kirche statt.